# 石田慶和
石田 慶和（いしだ よしかず、1928年11月 - ）は、日本の哲学者、宗教学者。龍谷大学名誉教授。初代仁愛大学学長。親鸞思想の宗教哲学的解明を研究した。

## 経歴
出生から修学期
1928年、京都府で生まれた。1949年に旧制第三高等学校を卒業し、京都大学文学部に進学。哲学科宗教学専攻で学び、1953年に卒業。京都大学大学院哲学学科に進み、1959年に修了。
哲学研究者として
1959年、京都女子大学教授に就いた。後に龍谷大学教授となり、在任中には龍谷大学文学部長、龍谷大学大学院文学研究科長を務めた。1976年、学位論文『信楽の論理』を京都大学に提出して 文学博士号を取得。1997年に龍谷大学を退任。同1997年、浄土真宗本願寺派教学研究所所長に就いた。
2001年、仁愛大学初代学長に就任。

## 著作
著書
- 『親鸞法語私釈』(現代の真宗 6) 弥生書房 1979
- 『涅槃経に聞く』教育新潮社 1974
- 『親鸞の思想』法蔵館 1981
- 『宗教と科学・ニヒリズム』法蔵館 1981
- 『親鸞「教行信証」を読む』筑摩書房 1985
- 『親鸞聖人と現代』永田文昌堂 1987
- 『生きることの意味：現代の人間と宗教』本願寺出版社 1993
- 『日本の宗教哲学』創文社 1993
- 『浄土の慈悲』本願寺出版社 2000
- 『歎異抄講話』法蔵館 2003
- 『これからの浄土真宗』本願寺出版社 2004
- 『教行信証の思想』法蔵館 2005

共編著
- 『宗教学を学ぶ人のために』薗田坦と共編著、世界思想社 1989
- 『親鸞』(浄土仏教の思想 9) 武内義範共著、講談社 1991
- 『西谷宗教哲学概論』編、東西宗教研究
- 『武内義範著作集』(全5巻) 編、法蔵館、1999
- 『報恩講に想う』三井好子共著、本願寺出版社 1999
- 『『歎異抄』のあじわい：第一条、第二条、第四条より』梯実円共著、自照社出版 2007

論文
- CiNii>石田慶和
- INBUDS>石田慶和